# ドラゴンズブレス洞窟
ドラゴンズブレス洞窟（Dragon's Breath Cave）は、ナミビアのオチョソンデュパ州のグルートフォンテインより北西46キロメートル (29 mi) ）にある洞窟である。 1986年に発見。「竜の息」の名は入り口から湿った空気が立ち上っていることに因む。
洞窟には世界最大の非氷底地下湖があり 、面積は約2ヘクタール (4.9エーカー)で、地表と比べマイナス100メートル (330 ft)のところにある。湖の全地点の水深は不明であるが爾前の調査により少なくとも100m以上であることが分かっている。Clarias cavernicolaという魚の珍種がいるとの報告もあったが、現在は誤報であることが分かっており、アイガマス洞窟（Aigamas Cave）以外での棲息地は知られていない。 

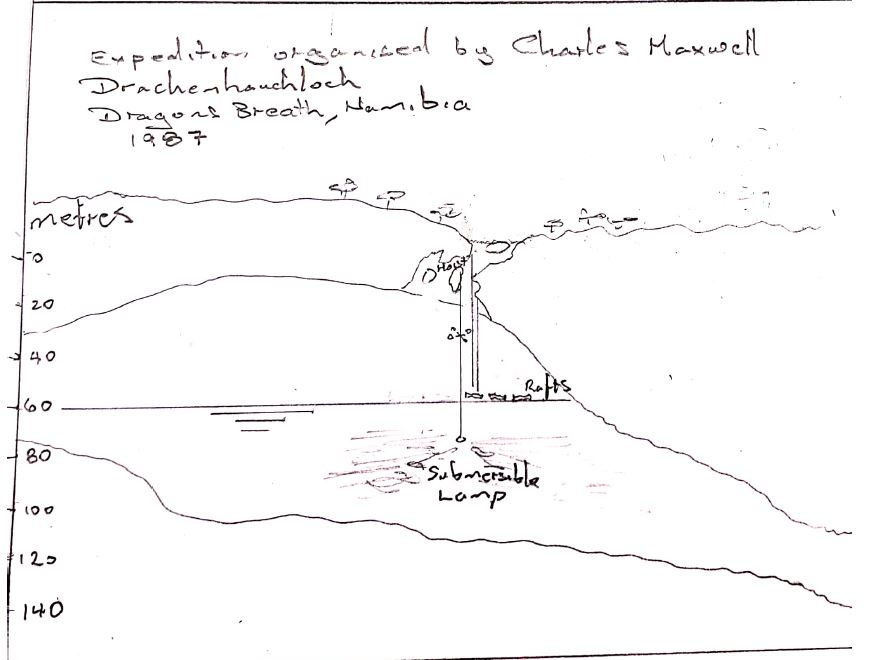
ドラゴンブレス穴（1986年）のスケッチ

1986年にこの洞窟の大きさがかなりのものと確認されると（スケッチ参照）、翌1987年、チャールズ・マクスウェル（Charles Maxwell）はダイバー・探検家のチームを組織して洞窟探検を行い、マーティン・ファー（Martyn Farr）はその著書『The Darkness Beckons』の中にてこの探検について記録している。